# 伊丹アスリートクラブ
伊丹アスリートクラブは2002年12月、兵庫県伊丹市出身の北川博敏（当時大阪近鉄バファローズ）と石末龍治（Jリーグヴィッセル神戸GKコーチ）ら4名で立ち上げたスポーツNPO（認証は2003年4月）。
設立当初より、まだファーム生活だった中島裕之（当時西武ライオンズ）、山崎勝己（同福岡ダイエーホークス）らも参加している。伊丹出身選手だけではなく、隣接する西宮市を練習拠点とするバレーボールJTマーヴェラスの竹下佳江選手（セッター）も2003年3月から参加しオフを中心に活動を行っていた。